# Darja Vaskina
Darja Andrejevna Vaskina (Russisch: Дарья Андреевна Васкина) (Moskou, 30 juli 2002) is een Russische zwemster.

## Carrière
Bij haar internationale debuut, op de wereldkampioenschappen zwemmen 2019 in Gwangju, veroverde Vaskina de bronzen medaille op de 50 meter rugslag en eindigde ze als achtste op de 100 meter rugslag. Op de 4×100 meter wisselslag strandde ze samen met Anna Beloesova, Svetlana Tsjimrova en Darja Oestinova in de series. Samen met Kirill Prigoda, Andrej Minakov en Maria Kameneva zwom ze in de series van de 4×100 meter wisselslag gemengd, in de finale eindigden Prigoda en Kameneva samen met Jevgeni Rylov en Svetlana Tsjimrova op de vierde plaats.

## Internationale toernooien
| Jaar | Olympische Spelen | WK langebaan | WK kortebaan | EK langebaan | EK kortebaan |
| ---- | ----------------- | --- | ------------ | ------------ | ------------ |
| 2019 |                   | 50m rugslag · 8e 100m rugslag · 12e 4×100m wisselslag · 4e 4×100m wisselslag gemengd · Vaskina zwom enkel de series |              |              | 4-8 december |

## Persoonlijke records
Bijgewerkt tot en met 25 juli 2019
Kortebaan
| Afstand     | Tijd  | Datum            | Plaats          |
| ----------- | ----- | ---------------- | --------------- |
| 50m rugslag | 27,15 | 21 december 2018 | Sint-Petersburg |

Langebaan
| Afstand      | Tijd  | Datum         | Plaats  |
| ------------ | ----- | ------------- | ------- |
| 50m rugslag  | 27,51 | 25 juli 2019  | Gwangju |
| 100m rugslag | 59,46 | 12 april 2019 | Moskou  |